# Амджад Калаф
Амджад Калаф (араб. امجد كلف منصور المنتفق, нар. 5 жовтня 1991, Ель-Кут) — іракський футболіст, фланговий півзахисник клубу «Аль-Шурта» та національної збірної Іраку.

## Клубна кар'єра
У дорослому футболі дебютував 2007 року виступами за команду клубу «Аль-Шурта», кольори якої захищає й донині.

## Виступи за збірні
Протягом 2009–2011 років залучався до складу молодіжної збірної Іраку. У 2014 році він виграв свій перший міжнародний титул — молодіжний чемпіонат Азії 2013. На турнірі він зіграв у 5 з шести матчах, віддавши три гольових передачі і забивши один гол у ворота однолітків з Японії у чвертьфіналі.
22 березня 2009 року дебютував в офіційних матчах у складі національної збірної Іраку в товариській грі проти збірної Саудівської Аравії (0:0).
У складі збірної був учасником кубка Азії з футболу 2015 року в Австралії, на якому зіграв в усіх шести матчах, а в грі за третє місце навіть забив гол у ворота збірної ОАЕ (перший у кар'єрі), проте він не допоміг іракцям здобути бронзові нагороди — вони в підсумку програли 2:3.
Наразі провів у формі головної команди країни 26 матчів, забивши 1 гол.

## Титули і досягнення
- Чемпіон Іраку: 2012–13, 2017–18
- Володар Кубка Іраку: 2016-17
- Володар Суперкубка Іраку: 2017

Збірні
- Чемпіон Азії (U-23): 2013
- Бронзовий призер Азійських ігор: 2014